# سورل، تاسمانیا
سورل (به انگلیسی: Sorell) یک شهرک در استرالیا است که در تاسمانی واقع شده‌است.